# ژان-فیلیپ اکافی
ژان-فیلیپ اکافی (فرانسوی: Jean-Philippe Écoffey‎؛ زادهٔ ۸ ژوئیهٔ ۱۹۵۹) بازیگر اهل سوئیس است.
از فیلم‌ها یا برنامه‌های تلویزیونی که وی در آن نقش داشته‌است، می‌توان به سرزمین بی‌صاحب، چیزهای زیبای کثیف، لباس غواصی و پروانه، ملکه مارگو، هنری و جون، جن‌زدگان، آپارتمان، و مرد من اشاره کرد.